# Jacques de Via

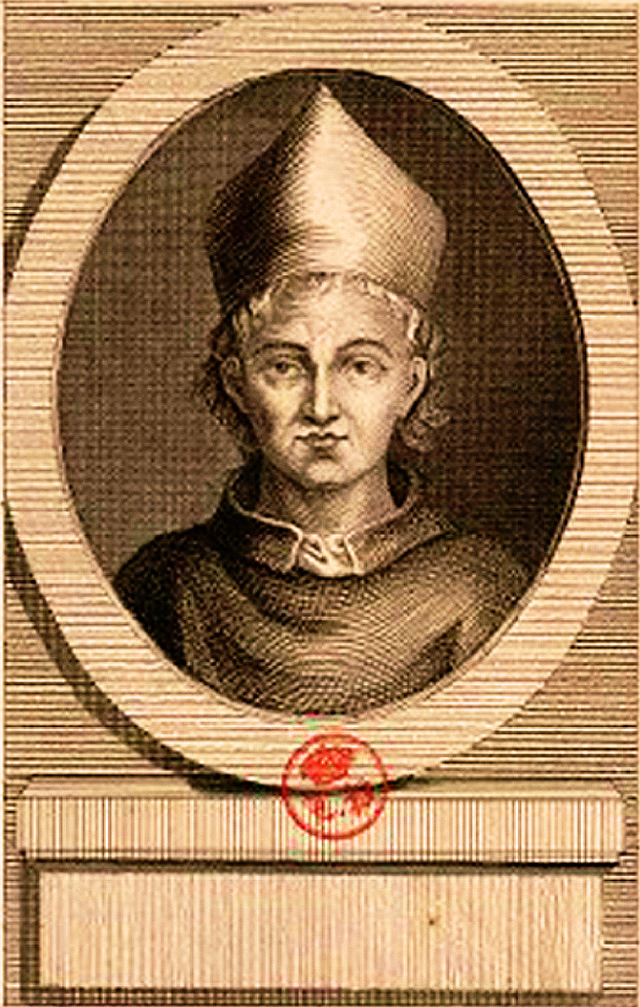
Kadidnal Jacques de Via (Bildnis des 19. Jh.)

Jacques de Via (* in Cahors; † 13. Juni 1317 in Avignon) war ein Kardinal der Römischen Kirche.

## Leben
Der Neffe von Papst Johannes XXII. war seit etwa 1303 Kanoniker des Domkapitels von Frejus und später Archidiakon des Bistums Mende.
Am 20. Februar 1313 folgte er seinem Onkel als Bischof von Avignon nach und wurde von Papst Johannes XXII. am  17. Dezember 1316 zum Kardinal erhoben und zum Kardinalpriester mit der Titelkirche Santi Giovanni e Paolo ernannt.
Kardinal de Via starb 1317 und wurde in der Kathedrale von Avignon beigesetzt.
Sein Bruder Arnaud de Via wurde 1317 ebenfalls Kardinal.